# Max Hoffmann
Carl Adolf Maximilian Hoffmann (Homberg, 25 de enero de 1869 - Bad Reichenhall, 8 de julio de 1927) fue un general y estratega militar alemán. A comienzos de la Primera Guerra Mundial era jefe del Estado Mayor del 8.º Ejército y junto a Paul von Hindenburg y Erich Ludendorff, fue la mente maestra tras las devastadoras derrotas que las fuerzas alemanas infligieron a los rusos en las batallas de Tannenberg y de los Lagos Masurianos en 1914. Tras estas decisivas victorias, ostentó el cargo de jefe del Estado Mayor en el Frente Oriental. A finales de 1917, Hoffmann negoció con Rusia el Tratado de Brest-Litovsk.

## Carrera militar
Max Hoffmann nació en Homberg (Essen), estudió en la Academia Militar Prusiana y se alistó en el Ejército de Prusia en 1887 como soldado del 4.º Regimiento de Infantería de Turingia. Tras cursar estudios en la Academia Militar de Berlín, donde se graduó en 1889, se ganó el nombramiento para el Estado Mayor. Residió durante seis meses en Rusia como intérprete y después trabajó cinco años en la sección rusa del Estado Mayor, durante los cuales se convirtió en especialista en asuntos rusos y se le ordenó que tratara de determinar el plan de ataque de Rusia si finalmente estallaba la guerra entre ambos países. Durante la guerra ruso-japonesa de 1905, sirvió como agregado militar de Alemania dentro del Primer Ejército japonés en Manchuria.

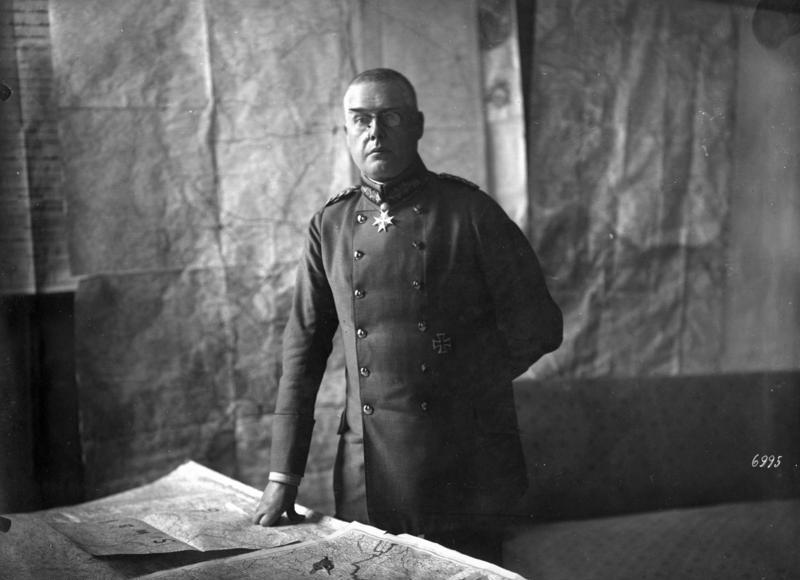
Hoffmann ante unos mapas del frente.

Cuando estalló la Primera Guerra Mundial en el verano de 1914, el teniente coronel Hoffmann era jefe adjunto del Estado Mayor del 8.º Ejército alemán, la única unidad militar alemana que en ese momento defendía Prusia Oriental de un ataque ruso. El resto del Ejército alemán se hallaba desplegado en occidente para llevar a cabo el Plan Schlieffen, cuya finalidad última era dejar fuera de combate al ejército francés. El 1.º Ejército ruso invadió Prusia Oriental a lo largo de su frontera este y derrotó a los alemanes en la batalla de Gumbinnen, el 20 de agosto de 1914. Después, los alemanes supieron que el 2.º Ejército ruso se aproximaba a su frontera sur. Para intentar evitar que los rusos los dividieran, el alarmado comandante del 8.º Ejército alemán, Maximilian von Prittwitz, propuso una retirada general por el río Vístula que supondría el abandono de toda Prusia Oriental ante los rusos. Prittwitz y todo su estado mayor fueron inmediatamente relevados por Paul von Hindenburg y Erich Ludendorff.
Los dos ejércitos rusos estaban demasiado alejados para ofrecerse apoyo, algo que Hoffmann supo gracias a mensajes de radio interceptados. También sabía, por su experiencia en Manchuria, el desprecio mutuo que sentían los dos comandantes rusos, algo que más adelante los llevaría a no apoyarse. Hoffmann comenzó por concentrarse en el 2.º Ejército ruso que lideraba Aleksandr Samsónov en el sur. Hindenburg, Ludendorff y Hoffmann lo rodearon y aniquilaron en la batalla de Tannenberg, librada a finales de agosto de 1914. Hoffmann vio el potencial propagandístico que esta victoria tenía para Alemania como venganza por una derrota medieval y por ello sugirió que el enfrentamiento se llamara de Tannenberg, en lugar de por la localidad más cercana de Allenstein. A continuación, el 8.º Ejército viró al este para enfrentar al 1.º Ejército ruso de Paul von Rennenkampf, al cual aplastó en la Primera batalla de los Lagos Masurianos. Se ponía así final a la invasión rusa de territorio alemán.
Después de que Hindenburg y Ludendorff se convirtieran en comandantes supremos de las fuerzas alemanas en 1916, el príncipe Leopoldo de Baviera asumió el mando de todos los ejércitos alemanes en el frente oriental y colocó al ya entonces general Hoffmann como jefe de su Estado Mayor. Finalmente, todas las tropas germanas del frente oriental acabaron estando bajo mando de Max Hoffmann. 

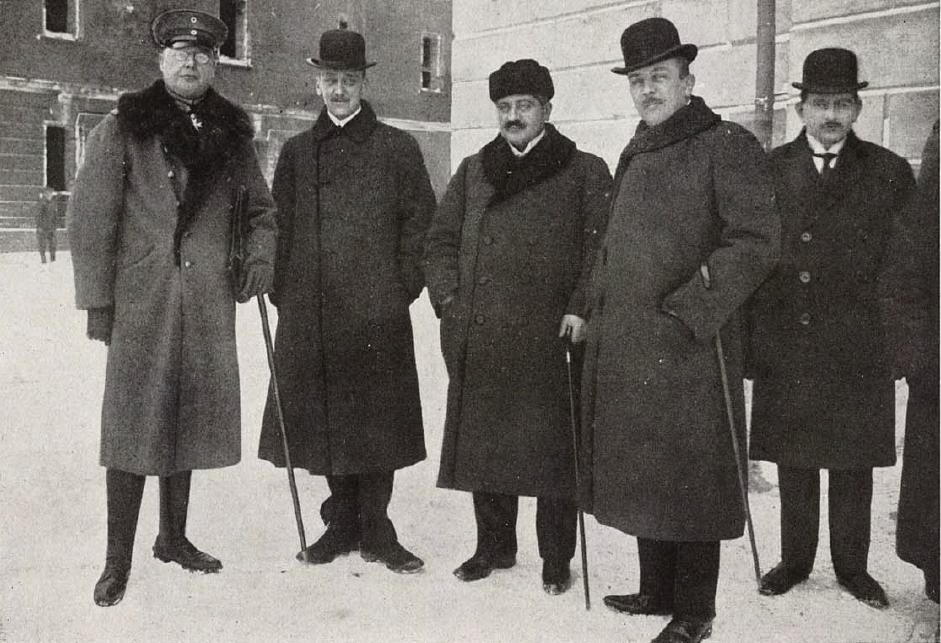
Hoffmann (izquierda) tras la firma del tratado de Brest-Litovsk en marzo de 1918.

Después de la Revolución de Febrero, el nuevo gobierno de Rusia dirigido por Aleksandr Kérenski intentó revigorizar el esfuerzo de guerra ruso atacando en un frente muy amplio. Hoffmann se retiró cien kilómetros al tiempo que solicitaba a Ludendorff el envío de refuerzos desde el frente occidental para acabar definitivamente con Rusia. A mediados de julio de 1917 se enviaron seis divisiones por tren desde Flandes y con estos refuerzos Hoffmann contraatacó a lo largo de todo el frente oriental, gracias a lo cual en dos semanas consiguió tomar Riga. Este avance germano debilitó definitivamente al gobierno de Kerensky y precipitó la toma del poder en Rusia por los bolcheviques de Lenin, así como el colapso total de Rusia, que se vio obligada a abandonar la guerra tras la firma del tratado de Brest-Litovsk el 3 de marzo de 1918. En una conferencia en diciembre de 1917, el káiser había consultado a Hoffmann sobre su recomendación para la nueva frontera germano-polaca de la posguerra y éste sugirió arrebatar a Polonia una modesta franja de territorio, en contra de los deseos más ambiciosos del mando supremo de las fuerzas armadas alemanas. En diciembre de 1918, Hoffmann retiró sus fuerzas hacia la antigua frontera alemana, con lo que abonó el terreno de manera involuntaria para la guerra polaco-soviética (1919-1921).

## Últimos años

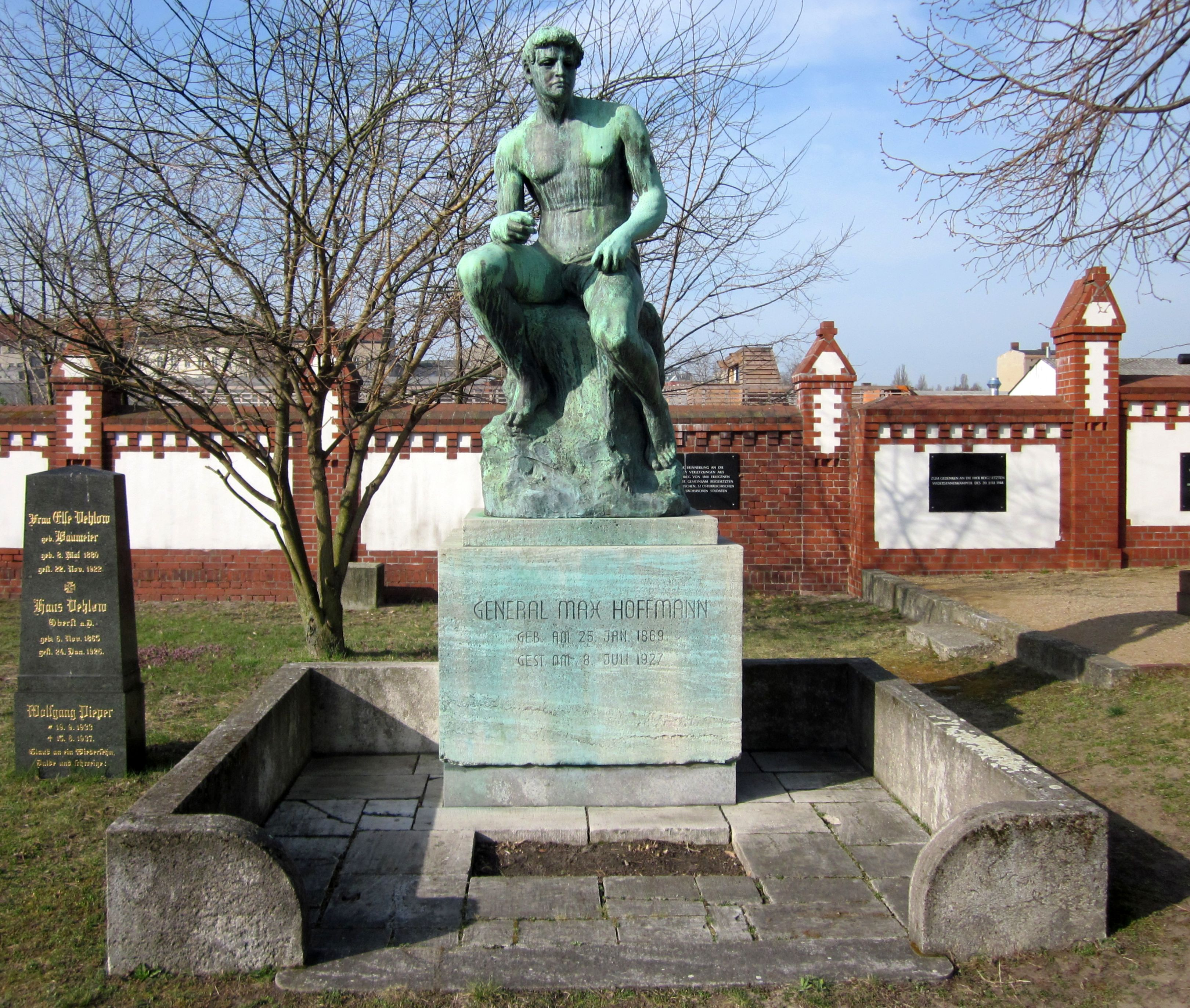
Tumba de Max Hoffmann en el cementerio Invalidenfriedhof de Berlín.

En sus memorias publicadas tras la guerra, Hoffmann critica al Alto Mando alemán, incluidos Hindenburg y especialmente Ludendorff. Estaba resentido porque ambos militares habían recibido todo el mérito por las victorias de Tannenberg y los lagos Masurianos cuando en su opinión había sido su estrategia la que los había llevado al éxito. Tiempo después, y tras hablar en persona, perdonó a Hindenburg. Pocos años después de la guerra, mientras visitaba el campo de batalla de Tannenberg, Hoffmann les dijo a unos cadetes del ejército: «Mirad, aquí es donde Hindenburg durmió antes de la batalla, aquí es donde durmió después de la batalla, y entre ustedes y yo es donde Hindenburg durmió durante la batalla».
Max Hoffmann murió en el balneario de Bad Reichenhall el 8 de julio de 1927 a los 58 años.